# 茶屋辻
茶屋辻（ちゃやつじ）は和服の文様の一種。水辺の風景を細かい文様で著した物を指し、基本的に夏の着物に適用されるが、近年は例外も多い。

## 名称由来
「辻」とは「帷子」（麻単の着物）のことであり、つまり「“茶屋”の帷子」というのが本意である。「茶屋」とは「茶屋染」という江戸時代の初期（寛文年間）頃に発明された模様染技法の一種を指す。本来は麻にしか染められなかった模様だが、現在は麻の礼服自体が珍しく、もっぱら絹（絽や紗といった薄手の物）に染められることが多い。また、格式の高さから合い物・冬物に使われることすらある。
この「茶屋」の語源については、茶屋四郎次郎が染め方や図案を考えたことから、というのが定説である。しかし、茶屋家の本業は呉服屋ではなく、茶屋染の発祥も茶屋家の繁栄した時期とはズレがあるため、この説には疑問もある。

## 歴史
寛文7年（1667年）に出版された着物図案帳「御ひいなかた」に「ぢしろ 茶やそめ」と書かれた説明が歴史上の初出とされる。主に白（希に薄い黄橙色や浅葱色）の麻地に藍を基本とし黄橙色を併用して模様を書いた着物とされていた。この頃は「浸染め」技法であったが、元禄頃に糊防染の技法が発明され、繊細な模様を描くことが可能となった。この茶屋染の技法が発達して友禅の発明につながったという説もある。
皮肉にも友禅の発明により、藍染め主体で地味な茶屋染は流行から外れていったが、やがて享保の改革など奢侈を戒める風潮が主体となると、町人の関心を失い地味だった茶屋染は武家の婦人に気に入られることとなる。宝永・正徳頃には大柄・大胆だった模様が次第に細く小さくなる傾向が現れ始め、やがて大奥の衣服制度にも正式に取り上げられることとなった。嘉永3年（1850年）「守貞漫稿」（喜多川守貞著）によれば「御殿女中の夏服には、辻、茶屋辻、晒布の三種があり、身分の高低によって使い分けられていた」「茶屋辻は茶屋染によって染められている」「昔（※17世紀後期 - 18世紀初）の茶屋染と今（※19世紀前半）の茶屋辻は柄行きが全く異なり、昔の茶屋染は文字や具体的な物を著していたが、今の茶屋辻は（細かい）総模様である」…といった内容の記述がされている。このころに「水辺の風景を表す」という現代の茶屋辻を意味づける特徴も固定化された。
ちなみに「守貞漫稿」にて茶屋辻より格が高いとされた「辻」（「茶屋辻」と区別するため「本辻」とも言われる）とは刺繍や摺匹田（絞り染めを型染めでそれらしく表す染色技法）により色彩も多彩に総柄の模様を表した帷子のことである。辻は御台所や御簾中、大名婦人や高位の奥女中にのみ着用が許され、茶屋辻は大奥の中臈未満クラスの着用であった。この辻や茶屋辻で多用されたのが、現在「御所解」といわれる文様である。
明治維新によりこれらの制度も崩壊したが、「茶屋辻」のその文様の形式は、一般庶民にも格の高い物として受け入れられ、その後、用語の意味は変遷して「茶屋辻」に染められていた模様そのものを指すようになった。現在も主に夏の訪問着や留袖の模様として、主に絹製品に染められている。